# Маунт-Вижн
Маунт-Вижн (англ. Mount Vision) — пик в 1 морскую милю (1,9 км) в вулканическом комплексе к северо-западу от Маунт-Авроры на Блэк-Айленде. Это название ему было дано антарктической экспедицией новозеландской геологической службы в 1958—59 гг. из-за великолепного обзора с возвышенностей в его окрестностях и в районах Минна-Блафф и островов Росса.

## Источник
- Документация (англ.). geonames.usgs.gov. Дата обращения: 21 июня 2023. в информационной системе географических наименований геологической службы США